# Петух
Пету́х (др.-рус. кꙋръ) — самец курицы; в общем смысле, самцы всех птиц отряда курообразных. Внешне от курицы обычно отличается крупным гребнем и серьгами, также пышным и часто разноцветным хвостовым оперением. Как и курица, имеет ряд звуковых сигналов.
Так же как и курица, петухи произошли от одомашнивания вида банкивской джунглевой курицы, от самцов этого вида. Имеет такие же характеристики как и курица, но выше и тяжелее.
Фазанов часто сравнивают с петухами из-за их внешней схожести и схожести поведения.

## Жизнь
У петухов такая же продолжительность жизни как и у куриц, зависит от породы, и в среднем от 5 до 8 лет. Редко до 12-13 лет . Продолжительность жизни зависит от питания, места проживания и доступа к солнечному свету. Петух оплодотворяет курицу перед снесением яиц, после снесения оплодотворённых яиц курица начинает высиживать их. Курица будет нести яйца без петуха, но в них не появиться зародыш. В высиживании яиц петух участия не принимает, но охраняет цыплят после вылупления. Петух служит защитником стада от хищников, и предотвращает конфликты внутри стада среди куриц.
Петухи проявляют агрессию по отношению к людям и животным, если те по мнению петухов могут угрожать их жизни, пытаются выгнать со своей территории и атакуют
.

## Петух и человек
На птице фабриках петухов убивают вскоре после рождения. Это делается из-за плохого качества мяса петухов и плохих показателей роста, и так же потому что петухи не несут яйца. Останки используются для удобрений и корма. При необходимости оплодотворения кур петухов могут держать на срок до 2-х лет. В личном подсобном хозяйстве петух может содержаться до своей смерти, однако чаще всего их убивают в возрасте, когда они уже не представляют выгоды.

## Иерархия петухов и интеллект

### Иерархия
При условии наличия в стаде нескольких петухов, у них существует иерархия. К примеру, самым первым поëт свою песню доминирующий петух, после поют остальные петухи. 

### Интеллект
Интеллект петухов позволяет им использовать их сигналы для личной выгоды. Петух может подозвать к себе курицу под предлогом найденой еды, и затем совокупиться. Так же не доминирующий петух может не оповестить доминирующего о найденной еде.

## Петух в культуре народов мира
В фольклоре разных стран часто можно встретить образ петуха. Например, в русском фольклоре петух имеет героический характер и приходит на помощь слабым.

### Галльский петух
Петух — один из национальных символов Франции. Был священным в Галлии; само словосочетание основано на каламбуре: лат. gallus одновременно означает и «галл», и «петух».

### Чёрный петух УНИТА
Чёрный петух — эмблема Национального союза за полную независимость Анголы (УНИТА), символ партизанской войны Жонаса Савимби.

### Гадание
Гадание посредством петуха называется алектриомантия.

### Другие факты
- Петух — символ задирчивости и крови. У некоторых народов до сих пор существуют петушиные бои.
- У восточных славян и в христианской мифологии одна из важнейших функций петуха как предвестника — часовая. Его спев означает начало нового часа, когда действуют тёмные бесовские силы. Своим спевом петух разгоняет нечисть до следующей ночи. Спев третьих петухов — знак ровной продолжительности полночи до утренней зари — свидетельствует о завершении действия нечистых сил.
- Славяне при строительстве дома приносили в жертву чёрного петуха.
- В китайской традиции петух с золотыми перьями, который поёт трижды в день (на восходе солнца, пополудни и во время захода солнца), носит эпитет «небесный» и считается человеческим началом, знаком человеческой силы «Ян».
- В Англии до конца XVIII века практиковалась кровавая забава, которая называлась «закидывание петуха» (англ. cock throwing). Она заключалась в том, что публика кидала вещи в посаженного в горшок петуха до тех пор, пока птица не умирала. Обычно эта забава практиковалась в Блинный вторник (время карнавала). В некоторых случаях птицу привязывали к колоде или завязывали глаза тем, кто кидает в него вещами. В Суссексе петуха привязывали к куску плоской материи длиной около полутора метров, чтобы он не смог клюнуть тех, кто над ним издевается.

## Петух в различных религиях и верованиях
Со времён античности петух является священным животным в некоторых культурах, что глубоко укоренилось в различных религиозных верованиях и поклонениях. Термин «персидская птица» появился после того, как у греков случился контакт с персами: «из-за его большого значения и использования в религии среди персов», но ещё задолго до этого в Иране во время Киянианского периода (2000 лет до н. э. — 700 лет до н. э.) петух являлся самым священным животным.

### Анимизм, шаманизм и племенные религии
В Юго-Восточной Азии, Мексике и в северной части Филиппин многие люди, практикующие христианство, почитают традиционных духов (анито). Верования анимистов распространяются на обычных и на боевых петухов: «популярная форма поклонения с целью высокой плодородности почти у всех жителей Юго-Восточной Азии», далее, по мнению некоторых людей, в соответствии с иудео-христианской моралью, стала одной из форм Баали.

### Астрология
Очевидно, что данное созвездие в зодиакальной системе астрологических верований под названием «религия звёзд», возникла в Вавилоне (включая современный Ирак). Знания Истинного Пастуха Ану (SIPA.ZI.AN.NA — Орион и сопровождающие его символ животного, петух, представленным вместе с Вестником богов имеют предопределяющую роль для отправления сообщений богам. «Небесный пастух» или «Истинный пастух Ану» был главным богом небесного царства. На звёздной карте фигура петуха показана ниже и позади фигуры Истинного Пастуха, расположенного вместе с Вестником богов в его птичьей и человеческой формах соответственно.
Нергал, являющийся идолом у ассирийцев, вавилонян и персов, называется «навозным петухом» (Словарь фраз и басен, Бревер, 1900 год). Астрологическая мифология ассирийцев и вавилонян была основана на том, что идол «Нергал представляет собой планету Марс, который когда-то был символом кровопролития».
Петух является десятым из двенадцати знаков в китайском гороскопе.

## Галерея
- Взрослый петух
- Индийский петух
- Суссекский петух
- Петух голошейной породы
- Два петуха во время битвы
- Петухи на мозаике в Мадабе (Иордания)
- Петух